# Relations entre la république démocratique du Congo et le Rwanda
Les relations entre le Rwanda et la République démocratique du Congo remontent à l'époque coloniale européenne. les deux partageant une frontière de 221 km (137,32 miles), les deux pays étaient des possessions coloniales de la Belgique entre 1919 et 1960 et ont été marqués par les deux guerres mondiales.

## Histoire de frontières entre les deux pays

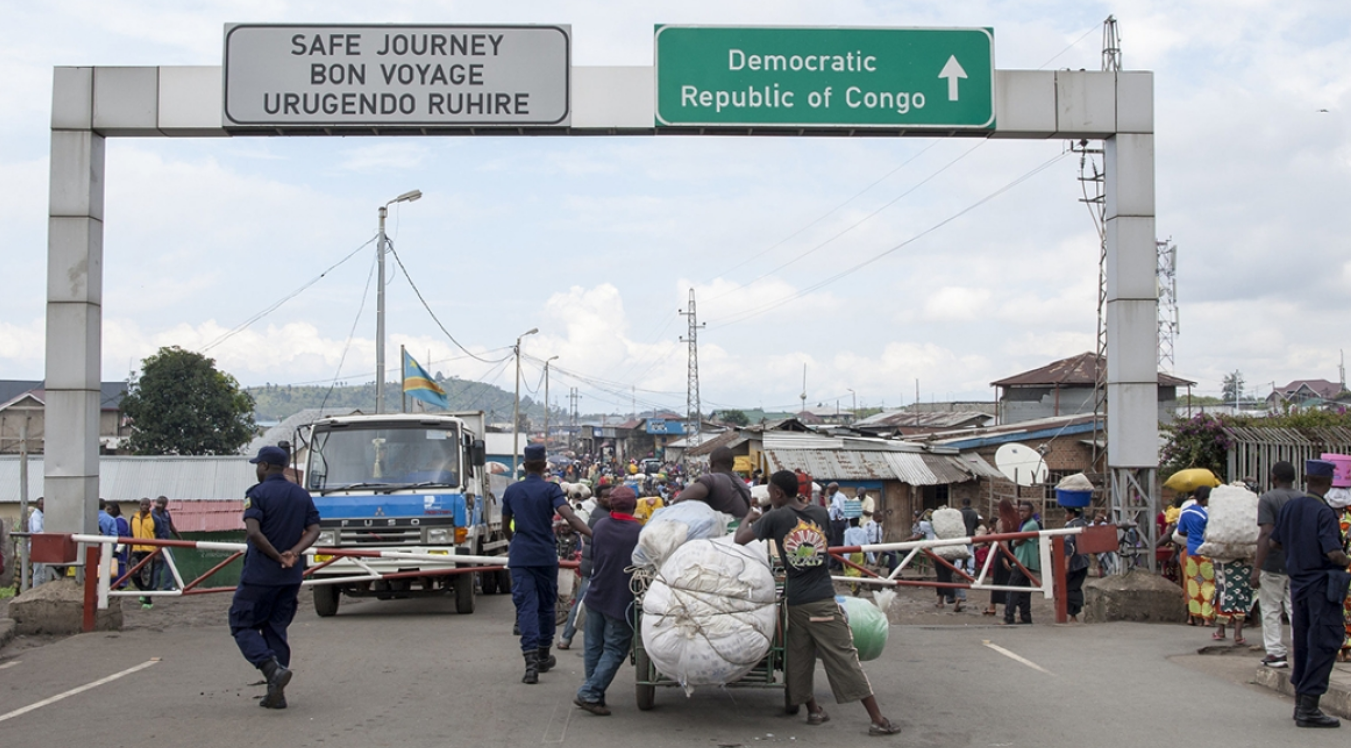
Frontière entre le Rwanda et RDC.

En 1884, les puissances européennes se sont réunies à la Conférence de Berlin et ont divisé l'Afrique en territoires, traçant des frontières sans tenir compte de la composition culturelle et ethnique des régions. Ces frontières artificielles ont contraint différentes communautés à se regrouper sous de nouvelles administrations coloniales et ont séparé d'autres qui vivaient auparavant en harmonie. Le Rwanda, par exemple, a perdu d'importantes portions de son territoire au profit des pays voisins, dont l'actuelle RD Congo. Contrairement à l'Ouganda, la RD Congo s'est réjouie des terres gagnées, mais n'a pas accordé la même reconnaissance aux populations qui y vivaient depuis des siècles.

### Colonisation
Des années 1850 aux années 1890, le Royaume du Rwanda a atteint sa plus grande étendue territoriale sous le règne du roi Kigeli IV Rwabugiri,. Durant cette période, les terres constituant ce qui allait devenir l'État indépendant du Congo furent placées sous la propriété exclusive et privée du roi Léopold II de Belgique lors de la conférence de Berlin en 1885. Le Rwanda lui-même devint le théâtre de revendications territoriales concurrentes entre Léopold et l'Empire allemand, l'Allemagne consolidant finalement le royaume en Afrique orientale allemande. Rwabugiri mourut subitement lors d'une expédition au Congo; la crise de succession qui s'ensuivit, combinée aux batailles contre la Force publique du Congo, affaiblit le Rwanda et conduisit le roi Yuhi V Musinga à soutenir la domination indirecte allemande du pays. En raison des vives critiques internationales concernant les atrocités commises au Congo sous domination léopoldienne, la Belgique annexera plus tard la colonie en 1908.

### Période coloniale

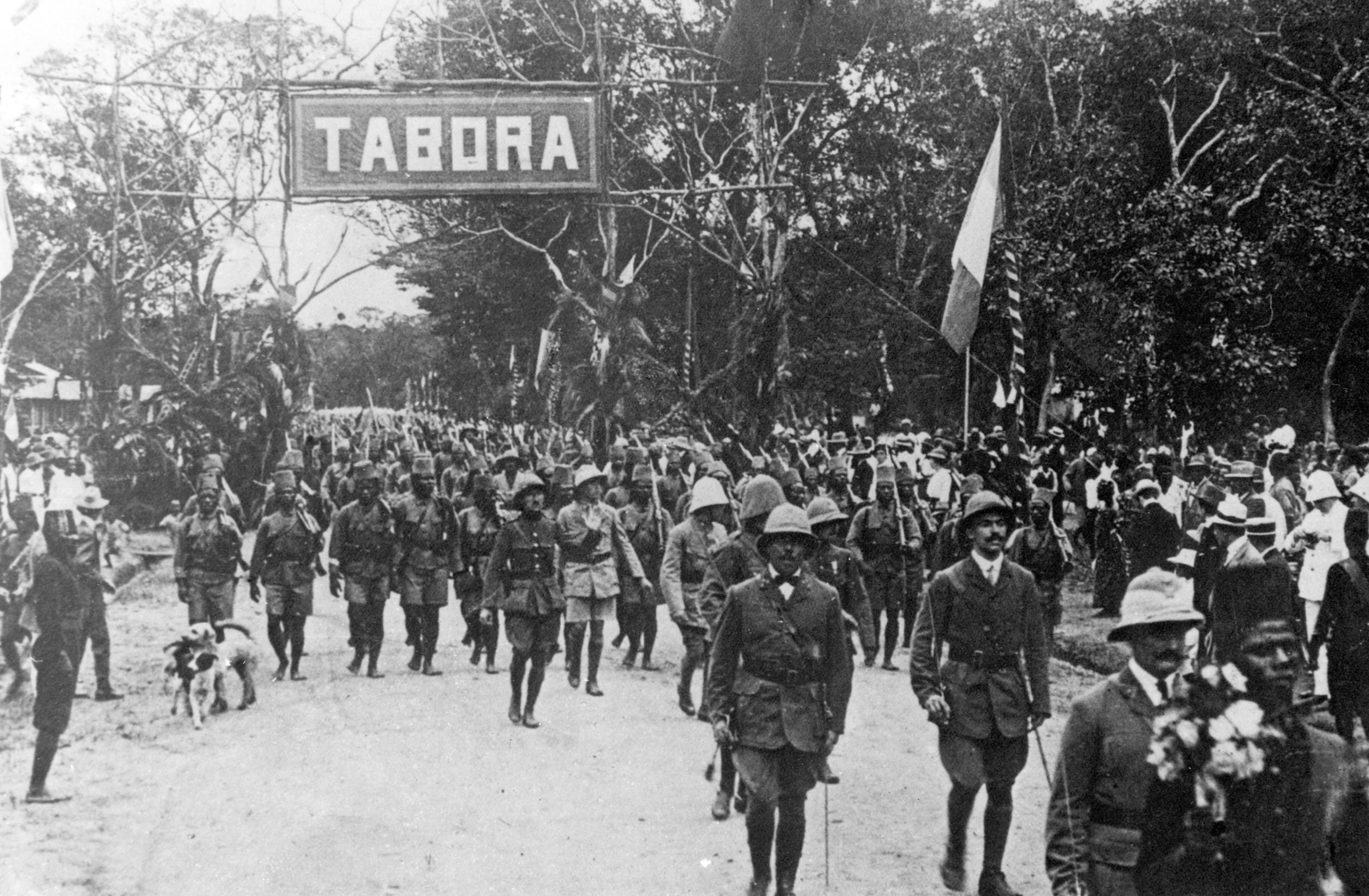
Force publique en Afrique orientale allemande après la bataille de Tabora, 1916

Pendant la Première Guerre mondiale, un premier affrontement entre la Force publique du Congo belge et l'armée coloniale allemande en Afrique orientale allemande se transforma en guerre ouverte, avec une invasion conjointe anglo-belge du territoire en 1916 et 1917, lors de la campagne d'Afrique orientale. En 1916, les Belges avaient rassemblé une armée de 15 000 hommes (soutenus par environ 260 000 soldats locaux), prenant Kigali le 6 mai et Tabora le 19 septembre. En 1917, la Force publique contrôlait un tiers de l'Afrique orientale allemande. Après la guerre, comme le prévoit le traité de Versailles, l'Allemagne fut contrainte de céder le contrôle de la partie la plus occidentale de la colonie à la Belgique. Le 20 octobre 1924, le Ruanda-Urundi (aujourd'hui le Rwanda et le Burundi) devint un territoire sous mandat belge de la Société des Nations, avec Usumbura pour capitale,,.
Dans les années 1930, l'administration coloniale belge mit en place un système visant à encourager l'immigration du Ruanda-Urundi vers l'est du Congo, à la fois pour réduire la densité de population du premier et pour fournir de la main-d'œuvre agricole au second. Plus de 25 000 Rwandais s'installèrent dans le territoire de Masisi entre 1937 et 1945, rejoints plus tard par environ 60 000 immigrants entre 1949 et 1955. La plupart de ces immigrants étaient d'origine hutu, mais on comptait également des éleveurs tutsis. Des milliers de personnes originaires du Ruanda-Urundi ont également migré pour travailler dans les industries minières en plein essor du Kivu et du Katanga entre les années 1920 et le début des années 1940. Cependant, en raison des mauvaises conditions de travail dans ces mines, de nombreux Rwandais et Burundais ont considéré le territoire du Tanganyika ou le Protectorat d'Ouganda comme des lieux de travail privilégiés, malgré les tentatives des entreprises belges de les orienter vers le Congo.

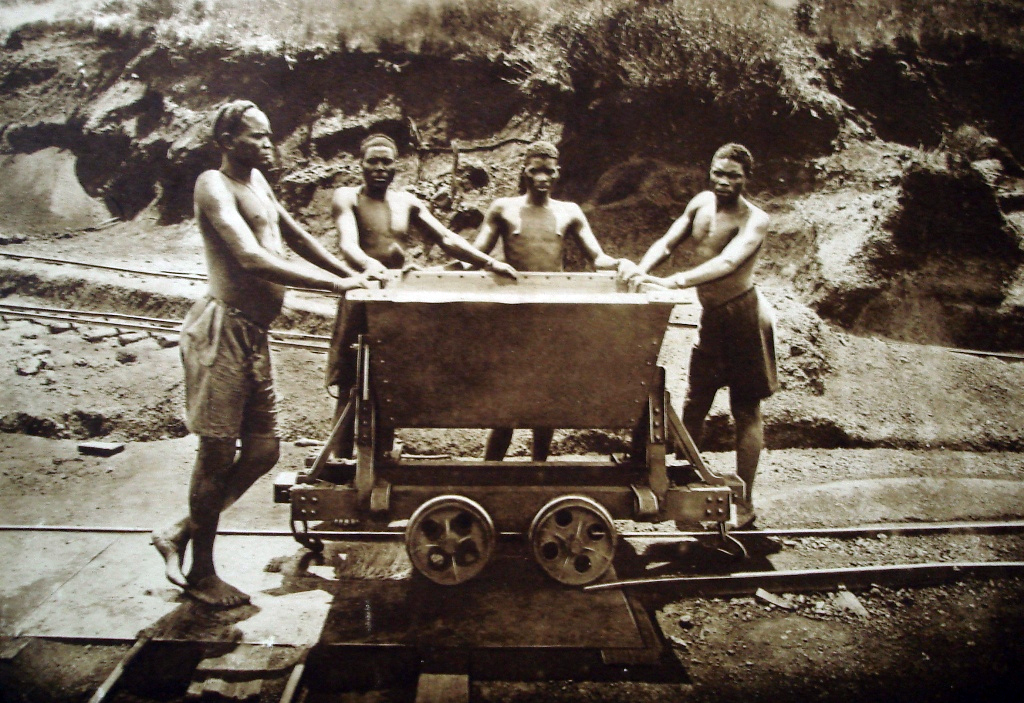
Ouvriers rwandais dans une mine de cuivre au Katanga, Congo belge, vers 1928

Les deux colonies ont été touchées par la Seconde Guerre mondiale ; le rôle du Congo, et notamment son abondance en matières premières, a suscité l'intérêt des Alliés après qu'une invasion allemande a contraint le gouvernement belge à l'exil en 1940. La Force publique du Congo a également participé à la campagne de 1940-1941 contre l'Afrique orientale italienne,. Au Ruanda-Urundi, une famine a dévasté la population locale en 1943-1944, causée par une combinaison de sécheresse et de politiques commerciales des autorités coloniales, qui ont donné la priorité à l'envoi de produits agricoles au Congo pour l'effort de guerre allié ; en conséquence, entre 36 000 et 50 000 personnes sont mortes, et des centaines de milliers d'autres ont fui vers le Congo ou l'Ouganda.

### Révolution rwandaise (1959-1961)
Pendant et après la Révolution rwandaise, environ 336 000 Tutsis avaient fui vers les pays limitrophes du Rwanda nouvellement indépendant en 1964, dont 60 000 qui avaient émigré vers le Congo-Léopoldville en 1963,. Durant cette période, des groupes d'insurgés tutsis ont lancé des attaques, généralement infructueuses, contre le Rwanda dominé par les Hutus, notamment l'invasion du Bugesera en décembre 1963.
Les Tutsis ayant émigré au Congo avant l'indépendance du Congo en 1960 sont appelés Banyamulenge, ce qui signifie « de Mulenge », et avaient droit à la citoyenneté en vertu de la loi. Les Tutsis ayant émigré après l'indépendance sont appelés Banyarwanda, bien que les habitants locaux ne fassent souvent pas la distinction entre les deux, les appelant Banyamulenge et les considérant comme des étrangers.

### Rébellion de Simba (1963-1965)

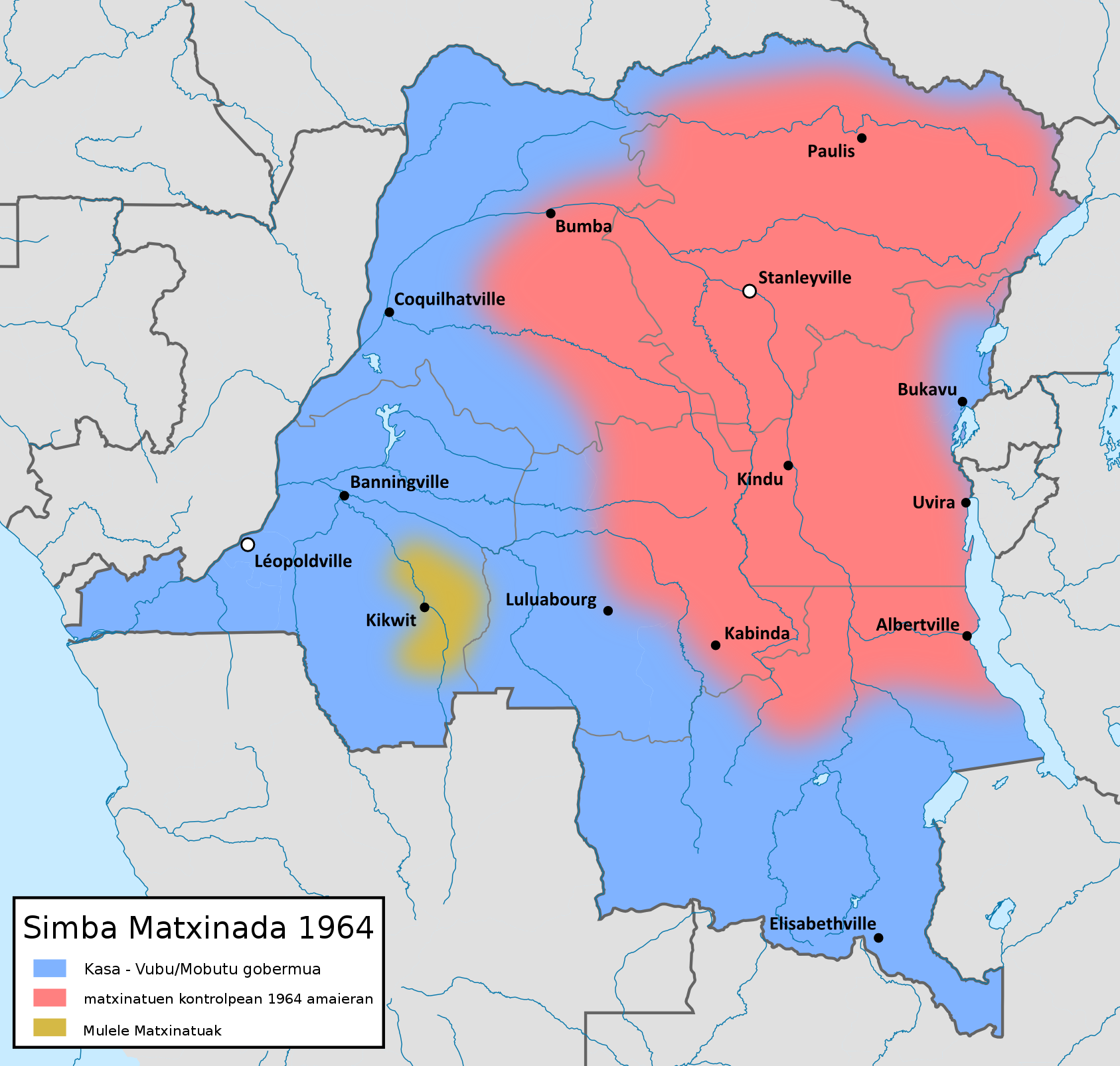
Carte montrant la rébellion de Simba en 1964.

En pleine crise du Congo, des rebelles tutsis auraient enrôlé des transfuges de l’Armée nationale congolaise (ANC ; nouveau nom de la Force publique) et auraient coopéré avec les factions pro-Lumumba au Congo dans l’espoir d’obtenir une aide future contre le gouvernement rwandais. Cependant, le gouvernement congolais s’opposait à la radicalisation des réfugiés et tentait de freiner l’activité rebelle sur son territoire Frustrés par les entraves que les autorités congolaises opposaient à leurs activités et radicalisés par leurs échecs répétés, les rebelles tutsis rwandais basés au Congo ont rejoint la rébellion lumumbiste de Simba, espérant qu’un gouvernement dirigé par Simba soutiendrait leurs propres efforts au Rwanda.
Les exilés rwandais occupaient des postes importants au sein de la hiérarchie rebelle, les chefs rebelles Louis Bidalira et Jérôme Katarebe étant respectivement chef d'état-major et chef de cabinet. Après la prise de Stanleyville par les rebelles de Simba (et le massacre de milliers de Congolais occidentalisés au passage), le gouvernement congolais réagit à l'implication importante des exilés rwandais dans la rébellion en ordonnant l'expulsion de tous les réfugiés rwandais du Congo. Bien que la grande majorité des Rwandais au Congo n'aient pas participé au soulèvement et vivent en paix, ils furent par conséquent la cible de violences ethniques et accusés de « toutes sortes de maux » par les autorités congolaises.
Les exilés rwandais continuèrent de jouer un rôle important pour les forces de Simba en raison de la fin progressive du soutien étranger. Le « Mouvement populaire rwandais » et l'« Union nationale de la jeunesse rwandaise », dirigés par Jean Kayitare, fils du chef rwandais en exil François Rukeba, mobilisèrent chacun un bataillon pour venir en aide aux Simbas assiégés. Un exilé rwandais expliqua plus tard que leur soutien continu aux rebelles Simba était principalement motivé par leur expulsion d'autres pays comme le Burundi, ce qui en faisait « le seul choix possible ». Malgré cela, leurs relations avec les insurgés congolais devinrent plus tendues. Les rebelles Simba s'aliénèrent également les Banyamulenge qui vivaient au Sud-Kivu à cette époque, les insurgés en retraite tuant leurs vaches pour se nourrir. Bien qu'apparentés à des Rwandais de souche, les Banyamulenge avaient auparavant tenté de rester neutres et ont désormais choisi de se ranger du côté du gouvernement congolais. Ils organisèrent des milices et commencèrent à traquer les rebelles.
En avril 1965, plusieurs milliers de militants rwandais pro-Simba opéraient dans l'est du Congo, mais leur soutien n'a pas réussi à endiguer l'avancée de l'ANC. Un chef rebelle rwandais a déclaré à Che Guevara qu'il perdait tellement de ses combattants que les plans des exilés d'envahir le Rwanda à l'avenir étaient devenus presque impossibles. À la fin des années 1960, les exilés rwandais ne jouaient plus un rôle significatif dans la guérilla contre le gouvernement.

### Relations Rwanda-Zaïre (1965-1990)
Les relations diplomatiques officielles entre le Rwanda, désormais indépendant, et le Congo ont débuté en février 1969. Après son arrivée au pouvoir au Congo en 1965, le président Mobutu Sese Seko (qui a rebaptisé le pays Zaïre en 1971) a donné le pouvoir politique aux Banyamulenges à l'est, espérant qu'ils conserveraient, en tant que minorité, une mainmise sur le pouvoir et empêcheraient les ethnies plus nombreuses de former une opposition. La « loi Bakajika » de 1966 a nationalisé toutes les terres du pays, permettant ainsi au gouvernement de les redistribuer à sa guise. Cela a entraîné une concentration des biens du Nord-Kivu entre les mains des Tutsis fortunés. Les Banyarwandas ont également obtenu officiellement la citoyenneté par la loi en 1972. Ces mesures ont aggravé les tensions ethniques existantes, renforçant l'emprise des Banyarwandas sur d'importantes étendues de terres du Nord-Kivu que les populations autochtones revendiquaient comme leurs. De 1963 à 1966, les groupes ethniques Hunde et Nande du Nord-Kivu ont combattu les émigrants rwandais — tant Tutsis que Hutus — lors de la guerre de Kanyarwanda, qui a donné lieu à plusieurs massacres.
Malgré une forte présence rwandaise dans le gouvernement de Mobutu, en 1981, le Conseil législatif du Zaïre a adopté une position plus restrictive sur la citoyenneté, remplaçant les anciennes lois par une ordonnance garantissant la citoyenneté uniquement aux individus dont les ancêtres appartenaient à des tribus qui résidaient au Congo avant 1908. Bien que jamais appliquée, la loi a suscité une grande colère chez les personnes d'origine rwandaise et a contribué à un sentiment croissant de haine ethnique.

### Guerre civile rwandaise, génocide et répercussions (1990-1996)
La guerre civile rwandaise a éclaté en octobre 1990, après que le Front patriotique rwandais (FPR), une force rebelle composée principalement de réfugiés et d’expatriés rwandais tutsis, a lancé une attaque depuis la frontière entre le Rwanda et l’Ouganda. Le président Mobutu a tenté d’apporter son soutien au Rwanda en envoyant des centaines de soldats de la Division spéciale présidentielle (DSP) d’élite. Cependant, après que des soldats zaïrois ont violé des civils rwandais dans le nord du pays et pillé leurs maisons, le président rwandais Juvénal Habyarimana les a expulsés une semaine après leur arrivée. En raison de l’exclusion politique et des violences ethniques au Zaïre, les Banyamulenge ont noué des liens avec le FPR dès 1991.

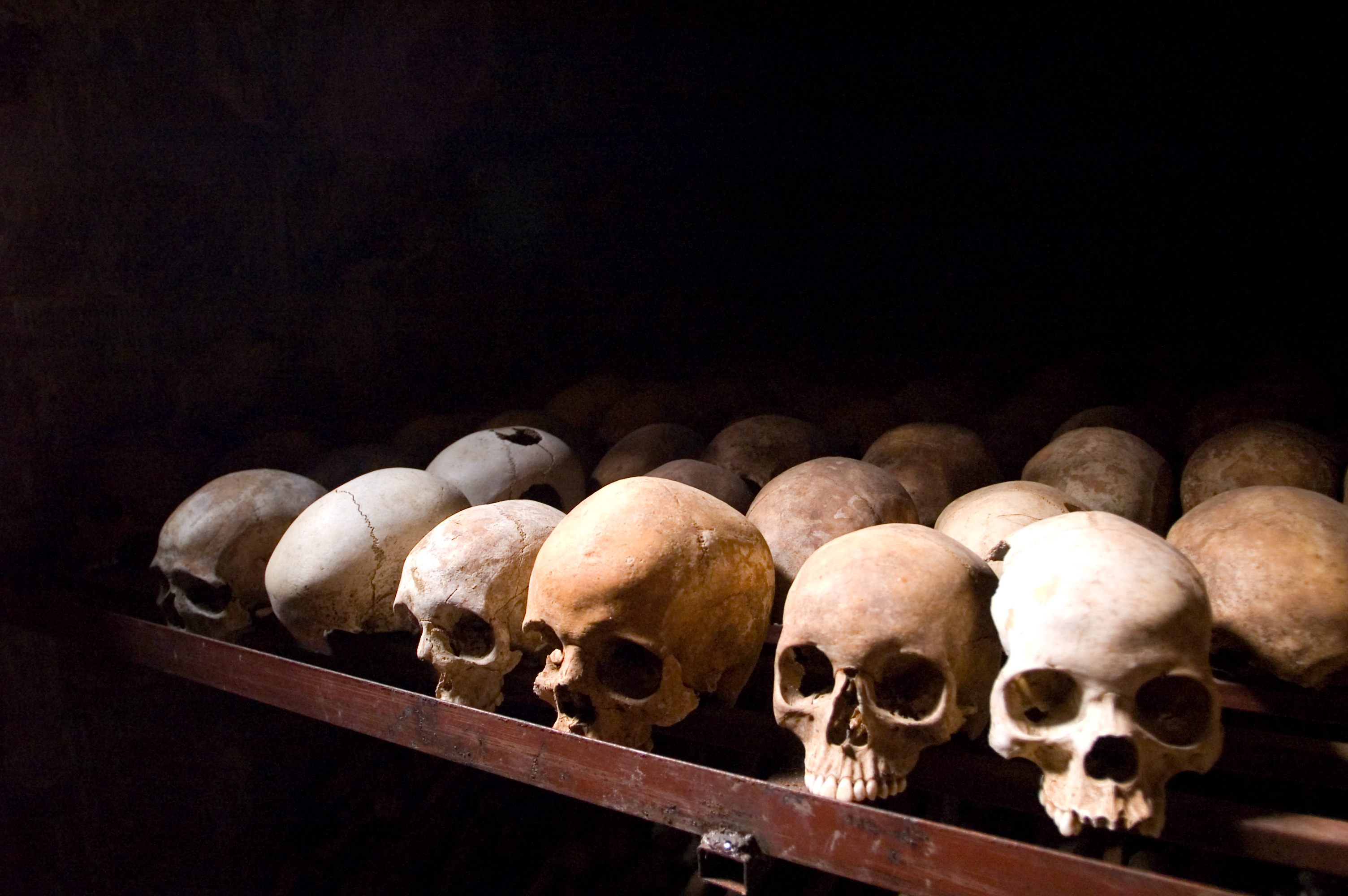
Crânes humains au Centre commémoratif du génocide de Nyamata, au Rwanda

Le 6 avril 1994, Habyarimana et le président burundais Cyprien Ntaryamira ont été assassinés après que leur avion a été abattu par des missiles sol-air, violant ainsi le traité de paix de 1993,. Dès le lendemain, des extrémistes hutus ont perpétré un génocide qui a tué entre 500 000 et 800 000 Tutsis,, ainsi que 10 000 Batwa et quelques Hutus modérés, entre le 7 avril et le 15 juillet 1994,. En réponse à cela, le FPR a repris sa campagne militaire, battant le gouvernement et prenant le contrôle total du pays le 18 juillet. Cela a poussé environ 1,5 million de Hutus – y compris les auteurs du génocide – à fuir vers le Zaïre, par crainte de représailles,. Les génocidaires hutus ont rapidement commencé à se réarmer pour tenter de reprendre le pouvoir au Rwanda.
De 1993 à 1996, des jeunes Hunde, Nande et Nyanga ont régulièrement attaqué les Banyamulenge, faisant 14 000 morts. En 1995, le Parlement zaïrois a ordonné le rapatriement de toutes les personnes d'origine rwandaise ou burundaise dans leur pays d'origine, y compris les Banyamulenge. Cependant, le gouvernement Mobutu s'est avéré incapable de faire face à la prolifération des groupes rebelles dans l'est du pays; des décennies de corruption imputable à Mobutu avaient à la fois fortement affaibli le Zaïre en tant que pays et rendu sa population très impopulaire, tant au Zaïre qu'à l'étranger. Compte tenu de l'exacerbation des tensions ethniques, de l'absence de contrôle gouvernemental par le passé et du soutien de Mobutu aux rebelles hutus, le Rwanda a pris des mesures contre la menace sécuritaire posée par les génocidaires dans l'est du Zaïre. Le gouvernement de Kigali, dirigé par le FPR, a probablement commencé à former des milices tutsies pour des opérations au Zaïre dès 1995, et a choisi d'agir à la suite d'un échange de tirs entre Tutsis rwandais et Bérets verts zaïrois qui a marqué le déclenchement d'une rébellion banyamulenge le 31 août 1996.

### Première Guerre du Congo

Carte montrant les progrès réalisés par l’AFDL pendant la Première Guerre du Congo

Des éléments banyamulenge et des milices non tutsies se sont regroupés au sein de l’Alliance des Forces Démocratiques pour la Libération du Congo-Zaïre (AFDL), sous la direction de Laurent-Désiré Kabila, opposant de longue date au gouvernement Mobutu et ancien participant à la rébellion de Simba. Bien que l’AFDL fût un mouvement rebelle zaïrois, le Rwanda a joué un rôle clé dans sa formation. Les observateurs de la Première Guerre du Congo, ainsi que le ministre rwandais de la Défense et vice-président de l’époque, Paul Kagame, affirment que l’AFDL a été formée et dirigée depuis Kigali, et qu’elle comprenait non seulement des troupes entraînées au Rwanda, mais aussi des membres réguliers de l’Armée patriotique rwandaise (APR).
L’objectif principal déclaré du Rwanda était la répression des génocidaires qui lançaient des attaques contre le nouvel État rwandais depuis le Zaïre. Kagame a affirmé que des agents rwandais avaient découvert les plans d'invasion du Rwanda avec le soutien de Mobutu ; en réponse, Kigali a lancé son intervention avec l'intention de démanteler les camps de réfugiés où les génocidaires se réfugiaient souvent et de détruire les structures de ces éléments anti-rwandais. Un deuxième objectif cité par Kagame était le renversement de Mobutu. Tout en visant en partie à minimiser la menace dans l'est du Zaïre, le nouvel État rwandais cherchait également à instaurer un régime fantoche à Kinshasa. Cet objectif n'était pas perçu comme particulièrement menaçant par les autres États de la région, nombre d'entre eux étant également opposés à Mobutu.
Avec le soutien actif du Rwanda, de l'Ouganda et d'autres pays, l'AFDL a commencé à occuper de vastes portions du territoire zaïrois entre octobre 1996 et mai 1997, rencontrant très peu de résistance,. Le Rwanda a également fourni des troupes et une formation militaire aux Banyamulenge, les aidant à vaincre les forces de sécurité zaïroises. Les forces rwandaises, les Banyamulenge et d'autres Tutsis zaïrois ont ensuite attaqué les camps de réfugiés, ciblant les milices hutues. Ces attaques ont provoqué la fuite de centaines de milliers de réfugiés; ceux qui ont fui plus loin au Zaïre ont été poursuivis sans relâche par l'APR sous couvert de la guerre,[88] et 232 000 réfugiés hutus ont été tués, selon une estimation. À la fin de la guerre, Mobutu a été renversé et Kabila est devenu le nouveau président du pays le 17 mai 1997,.

### Seconde Guerre du Congo
Lorsque Kabila prit le contrôle de la capitale en mai 1997, il se heurta à d’importants obstacles pour gouverner le pays, qu’il rebaptisa République démocratique du Congo (RDC),. Kagame et le gouvernement rwandais conservèrent une forte influence sur Kabila après son investiture, et l’APR maintint une forte présence à Kinshasa. Les Congolais de la capitale en furent mécontents, commençant à considérer Kabila comme un pion des puissances étrangères, tout comme beaucoup dans les provinces du Kivu oriental, où les affrontements ethniques se multiplièrent fortement. Les tensions atteignirent de nouveaux sommets le 14 juillet 1998, lorsque Kabila limogea son chef d’état-major rwandais, James Kabarebe, et le remplaça par un Congolais d’origine, Célestin Kifwa. Fin juillet, Kabila ordonna à toutes les forces militaires rwandaises et ougandaises de quitter le pays. Ces actions ont suscité la colère de nombreux membres du gouvernement rwandais, car elles menaçaient leur influence au Congo ainsi que la sécurité des Tutsis en RDC et au Rwanda. Inquiet de ces conséquences depuis des mois, Kagame a commencé à élaborer des plans pour une seconde intervention militaire au Congo en avril 1998.

Pays participant à la Seconde Guerre du Congo

La Seconde Guerre du Congo a débuté le 2 août 1998 par une rébellion Banyamulenge à Goma, suivie par le soutien du Rwanda aux rebelles du Rassemblement congolais pour la démocratie (RCD). Au début du conflit, Kabila a sollicité l'aide de réfugiés hutus pour combattre les forces alliées au Rwanda et a commencé à agiter l'opinion publique contre les Tutsis, ce qui a entraîné plusieurs lynchages publics dans les rues de Kinshasa. Fin 1998, la guerre s'est transformée en un conflit multipartite à l'échelle du continent,,. Plusieurs réunions de paix ont eu lieu, aboutissant à l'accord de cessez-le-feu de Lusaka de juillet 1999, signé par la RDC, le Rwanda et tous les autres gouvernements étrangers. Les groupes rebelles n'étaient pas parties à l'accord et les combats ont continué. L'APR était encore fortement impliquée en RDC en 2000, livrant des combats contre l'armée ougandaise à Kisangani et contre l'armée de Kabila au Kasaï et au Katanga.
Bien que la principale raison de l'implication du Rwanda dans les deux guerres du Congo ait été la sécurité, Kagame était accusé d'avoir tiré des avantages économiques de l'exploitation des richesses minières de l'est du Congo. En avril 2001, un groupe d'experts des Nations Unies a enquêté sur l'exploitation illégale de diamants, de cobalt, de coltan, d'or et d'autres ressources lucratives au Congo. Le rapport accusait le Rwanda, aux côtés de l'Ouganda et du Zimbabwe, d'exploiter systématiquement les ressources congolaises et recommandait au Conseil de sécurité d'imposer des sanctions.
En janvier 2001, Kabila fut assassiné dans son palais. Son fils, Joseph, fut nommé président et commença immédiatement à affirmer son autorité en limogeant le cabinet de son père et les hauts commandants de l'armée, en constituant un nouveau gouvernement et en dialoguant avec la communauté internationale. Le nouveau gouvernement donna un élan à la reprise des négociations de paix et, en juillet 2002, un accord de paix fut conclu entre le Rwanda, la RDC et les autres principaux participants, aux termes duquel toutes les troupes étrangères se retireraient et le RCD-Goma entrerait dans un gouvernement de transition de partage du pouvoir avec Joseph Kabila comme président par intérim jusqu'à la tenue d'élections. Le gouvernement de Kagame annonça fin 2002 que toutes les troupes rwandaises en uniforme avaient quitté le territoire congolais, mais cette annonce fut contredite par un rapport de 2003 d'un groupe d'experts de l'ONU. Selon ce rapport, l'armée rwandaise disposait d'un « bureau Congo » dédié, qui utilisait les forces armées pour une appropriation illégale à grande échelle des ressources congolaises,.

## Relation actuelle entre les deux pays
- Les problèmes entre le Rwanda et la république démocratique du Congo sont des événements qui surviennent lorsque le  groupe rebelle du Mouvement du 23 mars (M23), a commence les combat  contre les Forces armées de la république démocratique du Congo (FARDC) et les milices pro-gouvernementales, entrainant de fortes tensions entre la RDC et le Rwanda.Le 20 mars 2025, là où tous les regards étaient vers le rencontre des pourparles direct entre la délégation du groupe rebelle du M23 et la RDC a Luanda en Angola qui n’a pas eu lieu, c'est plutôt une rencontre surprise qui s'est tenue le même jour au Qatar.Les deux Chefs d'État ont réaffirmé leur engagement en faveur d'un cessez-le-feu immédiat et inconditionnel[58].

- Actuellement à Washington, un avant-projet d’accord de paix entre la République démocratique du Congo et le Rwanda est en discussion à partir du vendredi 2 mai 2025. c'est une tentative diplomatique majeure pour mettre fin à deux ans et demi d’escalade militaire dans l’est du Congo, sur fond d’enjeux régionaux et économiques[59].
- Le 19 mai 2025, plus de 1 000 personnes ont été accueillies au Rwanda depuis leur exile à la république démocratique du Congo[60].

### Crise de la variole du Congo
En février 2025, le conflit en cours dans l'est de la République démocratique du Congo a provoqué la fuite de plus de 500 patients atteints de variole du Congo des cliniques de Goma et de Bukavu, suite aux attaques des rebelles du M23 soutenus par le Rwanda. Les responsables de la santé mettent en garde contre un risque accru de transmission, les patients disparus étant toujours portés disparus. La maladie, qui a causé 900 décès en RDC en 2024, a fait près de 2 890 cas et 180 décès entre janvier et mars. Les pillages dans les centres de santé, notamment celui de Mugunga à Goma, ont aggravé la crise, avec la destruction des dossiers médicaux et le vol de fournitures essentielles. Le CDC Afrique a appelé à un cessez-le-feu et à la mise en place d'un corridor humanitaire pour soutenir les interventions contre la variole du Congo. Un nouveau variant de la variole du Congo, potentiellement plus transmissible, a également été détecté, compliquant encore davantage la réponse du pays dans un contexte de conflit persistant et de pénurie de financement.